# Deicoont (heroi)
D'acord amb la mitologia grega, Deicoont (en grec antic: Δηϊκόων) va ser un heroi troià, company d'Enees.
Va morir a mans d'Agamèmnon.